# Anton Martius
Anton Martius (23. prosince 1794 Aš – 10. března 1876 Vernéřov) byl přírodovědec, teolog a cestovatel.

## Život
Anton Martius se narodil v západočeské Aši jako syn evangelického faráře Christiana Friedricha Martia a jeho choti Florentiny Johanny, rozené Brandové. Absolvoval luterské gymnázium v Hofu a kvůli naléhání svého otce začal studovat teologii v durynské Jeně. Ačkoliv ho matka prosila, aby se stal farářem, studoval Martius přírodní vědy a medicínu. Vypravil se do Itálie, do Neapole a navštívil i Sicílii. Roku 1813 se zúčastnil bojů proti Napoleonovi, ale roku 1814, po smrti svého otce, se vrátil do Aše a několik let zde pracoval.
V roce 1818 se stal farářem v saském Schönbergu, duchovní službě se věnoval v okolí Mariánských Lázní, Františkových Lázní, Karlových Varů a Teplic. V roce 1822 jej v saském Schönbergu navštívil Johann Wolfgang von Goethe, pobývající tehdy ve Františkových Lázních. Jako evangelický farář byl členem zednářské lóže v Plavně, s tou ovšem přerušil styky. Přesto byl se zednářským prostředím stále v kontaktu, roku 1869 navštívil lóži v Paříži.

### Ženich a vdovec
Roku 1828 si za ženu vzal Kunigundu Huscherovou, jež rovněž pocházela z Aše. Ta však roku 1836 zemřela a Martius se kvůli své nemoci nemohl účastnit jejího pohřbu. Aby se mohl plně věnovat svému bádání, poslal svého syna do evangelického penzionátu. V roce 1847 rezignoval na svůj farářský úřad a nadále se věnoval čistě vědeckému bádání. Koupil dům v Kralupech, obci mezi Kadaní a Chomutovem. Chvíli nato se přestěhoval do Málkova. Zde hospodařil se svými pozemky na Kadaňsku, Žatecku a Chomutovsku.
Všestranně zaměřený Martius se snažil o lokalizaci keltských, germánských a slovanských sídlišť, a proto prováděl archeologické výzkumy. Proslul také díky mineralogickým a geologickým bádáním. Osobně se znal jak s Goethem, tak s jeho mineralogií a geologií se zabývajícími západočeskými hostiteli: s chebským policejním radou Johannem Sebastianem Grünerem (1780 - 1864) a se sokolovským báňským právníkem Ignatzem Lösslem (1782 - 1849), se kterým založil mineralogickou sbírku městu Františkovy Lázně.

### Cestování
Na svých badatelských výpravách pěšky prošel Německo, Francii, Itálii, Rusko, Egypt, Dánsko a mnoho dalších zemí. Jednoho dne šokoval všechny své příbuzné, když oznámil, že od luteránství konvertuje ke katolictví. Dne 28. ledna 1866 byl po klasických ceremoniích přijat k římskokatolické církvi, ve farním kostele v Krbicích. V roce 1872 prodal své rozsáhlé sbírky, čítající přes deset tisíc položek, mladému baronovi Hugovi Korbovi z Weidenheimu (1837-1876) a stal se zároveň jejich kustodem ve veřejností od téhož roku hojně navštěvovaném muzeu na baronově zámku ve Vernéřově na Kadaňsku. Zároveň tu působil jako knihovník zámeckého muzea. Celý týden, vyjma neděle, badatelsky procházel okolí se svým přítelem P. Karlem Fischerem, katolickým farářem v Kadani. Kvůli výzkumu kolových staveb, nalezených v bažinách, vycestoval roku 1875 do Dánska. Po svém návratu se vypravil do Krušných hor za dalším sběrem minerálů.

### Životní odkaz
Dr. Anton Martius zemřel 9. března 1876 ve věku 81 let. Po třech dnech byl pohřben v Mikulovicích, na hřbitově u kostela svatého Mikuláše. Zanechal po sobě vědecké rukopisy, dnes většinou ztracené. Rovněž vstoupil do kadaňských pověstí. Na Kadaňsku se dlouho po jeho smrti o milovnících přírody a náruživých sběratelích říkalo, že jsou takový „Druhý Martius“.